# Duchovní správa poutního kostela v Králíkách II
Duchovní správa poutního kostela v Králíkách II je samostatnou duchovní správou při poutním kostele Nanebevzetí Panny Marie na Hoře Matky Boží na území Římskokatolické farnosti Králíky.

## Historie duchovní správy
Poutní komplex nechal vystavět královéhradecký biskup Tobiáš Jan Becker v letech 1696–1700. Duchovní správa byla svěřena řádu servitů, kteří zde působili do roku 1883. V uvedeném roce duchovní správu převzala Kongregace Nejsvětějšího Vykupitele (redemptoristé). Změna řeholního společenství se projevila na zařízení poutního kostela. Ten totiž krátce před odchodem servitů vyhořel, rekonstrukci již vedli redemptoristé, a ti zde nechali zřídit boční oltáře, dedikované světcům své kongregace. To, co se podařilo zachránit z původního vybavení, bylo umístěno do ambitů u kostela.
Redemptoristé na Hoře Matky Boží působili až do roku 1950. Tehdy byl místní řeholní dům v rámci Akce K zlikvidován. Celý areál kostela, kláštera a poutního domu byl následně uzavřen a přeměněn v internační tábor pro řeholníky. Ti zde byli drženi v izolaci od okolního světa a nuceni k otrocké práci v hospodářství. V roce 1960 byl internační tábor zrušen, někteří řeholníci zde však nadále setrvali, a poslední z nich odešel v roce 1965. Areál následně převzala Charita, která sem "centralizovala" řeholní sestry. Ty zde žily opět do značné míry izolovány od světa a měly být ponechány na vymření.
V roce 1990 se do kláštera vrátili redemptoristé, byla obnovena regulární duchovní správa a obnoveny poutě. Malá komunita členů této kongregace zde působila až do roku 2009. Tehdy řeholníci z Hory Matky Boží odešli z důvodu personální nedostatečnosti. Duchovní správu poté nějaký čas provizorně vedl diecézní kněz, který v klášteře původně žil již na odpočinku. Po jeho odchodu z kláštera došlo k omezení bohoslužeb a "poutního provozu" vůbec. V červenci 2013 byla tato provizorní situace vyřešena předáním poutního areálu královéhradecké diecézi, byl opět ustanoven řádný rektor kostela a duchovní správa obnovena.

### Přehled duchovních správců poutního místa
- 1999–2004 P. Josef Groz, CSsR (rektor duchovní správy)
- 2004–2008 P. Mgr. Josef Michalčík, CSsR (rektor duchovní správy)
- 2008–2009 P. Anton Verbovský, CSsR (rektor duchovní správy)
- 2009 (srpen-prosinec) R.D. Bohuslav Směšný (rektor duchovní správy)
- 2009–2010 R.D. Mgr. Pavel Dokládal (administrátor)
- 2010–2011 P. Stanislav Přibyl, CSsR (administrátor)
- 2011–2013 P. Mgr. Josef Michalčík, CSsR (administrátor)
- 2013 (květen-červenec) R.D. Mgr. Pavel Plíšek (administrátor z městské farnosti v Králíkách)
- od 1. srpna 2013 J.M. can. ICLic. Mgr. Karel Moravec (rektor duchovní správy)[3]

## Současnost
O duchovní správu poutního místa pečují dva diecézní kněží královéhradecké diecéze.
| Kostel                         | Místo                   | Bohoslužba                                       | Bohoslužba                               | Poznámka         |
| ------------------------------ | ----------------------- | ------------------------------------------------ | ---------------------------------------- | ---------------- |
| Kostel Nanebevzetí Panny Marie | Králíky-Hora Matky Boží | neděle čtvrtek 1. sobota v měsíci ostatní soboty | 10.00 17.00 11.00 17.00                  | poutní kostel    |
| Kaple                          | Králíky-Hora Matky Boží | bohoslužby ve všední dny v zimním období         | bohoslužby ve všední dny v zimním období | kaple v klášteře |